# Freestyle Dust
Freestyle Dust es un sello discográfico dependiente de Virgin Records UK. Se creó en 1995 para la edición de álbumes y sencillos de The Chemical Brothers.
- Datos: Q2879885